# Kanton Antonio Ante
Der Kanton Antonio Ante befindet sich in der Provinz Imbabura im Norden von Ecuador. Er besitzt eine Fläche von 82,2 km². Im Jahr 2022 lag die Einwohnerzahl bei rund 53.700. Verwaltungssitz des Kantons ist die Kleinstadt Atuntaqui mit 21.286 Einwohnern (Stand 2010). Der Kanton Antonio Ante wurde am 12. Februar 1938 gegründet. Benannt wurde der Kanton nach Antonio Ante, ein aus der Region stammender Befreiungskämpfer der ersten Hälfte des 19. Jahrhunderts.

## Lage
Der Kanton Antonio Ante liegt an der NNW-Flanke des 4610 m hohen Vulkans Imbabura. Die Fernstraße E35 (Quito–Ibarra) führt durch den Kanton. Der auf einer Höhe von 2405 m gelegene Hauptort Atuntaqui befindet sich 10 km westlich der Provinzhauptstadt Ibarra.
Der Kanton Antonio Ante grenzt im Osten an den Kanton Ibarra, im Süden an den Kanton Otavalo, im Westen an den Kanton Cotacachi sowie im Norden an den Kanton San Miguel de Urcuquí.

## Verwaltungsgliederung
Der Kanton Antonio Ante ist in die Parroquias urbanas („städtisches Kirchspiel“)
- Andrade Marín
- Atuntaqui

und in die Parroquias rurales („ländliches Kirchspiel“)
- Chaltura
- Imbaya
- Natabuela
- San Roque

gegliedert.

## Geschichte
Entwicklung der Einwohnerzahl im Kanton Antonio Ante bei landesweiten Volkszählungen zum jeweiligen Gebietsstand:
| Jahr                    | Einwohner | +/-    |
| ----------------------- | --------- | ------ |
| 1950                    | 16.845    | –      |
| 1962                    | 19.835    | 17,8 % |
| 1974                    | 22.616    | 14 %   |
| 1982                    | 26.339    | 16,5 % |
| 1990                    | 27.375    | 3,9 %  |
| 2001                    | 36.053    | 31,7 % |
| 2010                    | 43.518    | 20,7 % |
| 2022                    | 53.771    | 23,6 % |
| Datenherkunft: Wikidata |           |        |